# Eduard Fernández
Pour les articles homonymes, voir Fernández.
Eduard Fernández, né le 25 août 1964 à Barcelone, est un acteur espagnol, lauréat de trois Goyas (sur onze nominations), de deux prix Gaudí et d'une Coquille d'argent du meilleur acteur.

## Biographie
Venu du théâtre et du cabaret, Eduard Fernández se fait connaître dans une mise en scène de la troupe catalane de La Fura dels Baus, en interprétant Los Santos / Méphistophélès dans Fausto 5.0, rôle qui lui vaut son premier Goya. Acteur fétiche de Cesc Gay pour lequel il a tourné dans quatre films, il est un visage incontournable du cinéma espagnol des années 2000 et 2010.
En 2025, il reçoit le prix Feroz, le prix du Círculo de Escritores Cinematográficos et le prix Goya du meilleur acteur pour le film Marco, l'énigme d'une vie de Jon Garaño dans son rôle de l'imposteur de la Seconde Guerre mondiale Enric Marco.
Il joue également le rôle de Manolo Vital, le célèbre chauffeur de bus de la ligne 47 du quartier barcelonais de Torre Baró, dans le film El 47 de Marcel Barrena.

## Vie privée
Il a été le conjoint de l'écrivaine catalane Esmeralda Berbel avec qui il a une fille, l'actrice Greta Fernández.

## Filmographie partielle

### Films
- 2001 : Fausto 5.0 de La Fura dels Baus : Santos
- 2003 : En la ciudad de Cesc Gay : Mario
- 2005 : La Méthode de Marcelo Piñeyro : Fernando
- 2006 : Capitaine Alatriste d'Agustín Díaz Yanes : Sebastián Copons
- 2008 : Tres días de Francisco Javier Gutiérrez : Lucio
- 2008 : Che, 2e partie : Guerilla de Steven Soderbergh : Ciro Algarañaz
- 2010 : Biutiful d'Alejandro G. Iñárritu : Tito
- 2010 : Pain noir d'Agustí Villaronga : le professeur
- 2011 : La piel que habito de Pedro Almodóvar : Fulgencio
- 2012 : Les Hommes ! De quoi parlent-ils ? de Cesc Gay : E.
- 2013 : Todas las mujeres de Mariano Barroso : Nacho
- 2014 : El Niño de Daniel Monzón : Sergio
- 2014 : Pieds nus sur le sol rouge de Oriol Ferrer : Père Pedro Casaldáliga
- 2015 : Truman de Cesc Gay : Luis
- 2016 : L'Homme aux mille visages d'Alberto Rodríguez : Francisco Paesa
- 2017 : Perfectos desconocidos d'Álex de la Iglesia
- 2018 : Everybody Knows (Todos Lo Saben) d'Asghar Farhadi : Fernando
- 2019 : Lettre à Franco d'Alejandro Amenábar : José Millán-Astray
- 2022 : Les Lignes courbes de Dieu (Los renglones torcidos de Dios) d'Oriol Paulo : Samuel Alvar
- 2024 : 
  - Marco, l'énigme d'une vie de Jon Garaño : Enric Marco
  - El 47 de Marcel Barrena : Manolo Vital

### Télévision
- 2020 : 30 Coins : Padre Manuel Vergara (le père Manuel Vergara)
- 2024 : D'une main de fer : Joaquín Manchado

## Distinctions officielles
- 2024 : Croix de Saint-Georges de la Généralité de Catalogne[5]

## Récompenses cinématographiques
- Festival de Saint-Sébastien : Coquille d'argent du meilleur acteur pour L'Homme aux mille visages;
- Prix Goya : Prix Goya du meilleur acteur dans un second rôle pour Fausto 5.0 et meilleur acteur pour En la ciudad de Cesc Gay;
- Unión de Actores y Actrices : meilleur acteur dans un second rôle pour En la ciudad et La Méthode;
- Círculo de Escritores Cinematográficos : meilleur acteur pour L'Homme aux mille visages;
- Prix Gaudí : meilleur acteur dans un second rôle pour La mosquitera, Les Hommes ! De quoi parlent-ils ? et El Niño, et meilleur acteur pour L'Homme aux mille visages;
- Goyas 2020 : Meilleur acteur dans un second rôle pour Mientras dure la guerra;
- Médaille d'or du mérite des beaux-arts 2024, décernée par le Ministère de l'Éducation, de la Culture et des Sports espagnol[6];
- Prix Gaudí 2025 : meilleur acteur pour El 47[7] de Marcel Barrena;
- Prix Goya 2025 : meilleur acteur pour Marco, l'énigme d'une vie de Jon Garaño;
- Prix Feroz 2025 : meilleur acteur pour Marco, l'énigme d'une vie[8];
- Prix CEC 2025 : meilleur acteur pour Marco, l'énigme d'une vie;
- Prix Platino 2025 : meilleur acteur pour Marco, l'énigme d'une vie[9],[10].